# Activación del marketing
La activación del marketing es la ejecución de la mezcla de marketing como parte del proceso de comercialización. La fase de activación generalmente viene después de la fase de planeación durante la cual los gerentes planifican sus actividades de marketing, esta es seguida por la fase de retroalimentación en la que los resultados se evalúan con un análisis de marketing.
Dependiendo del objetivo del negocio, se pueden utilizar dos tipos de activación de marketing como parte de una estrategia de mercadotecnia.
- La activación de la marca, a veces llamado compromiso con la marca que se centra en la construcción de una conexión emocional a largo plazo entre la marca y el cliente.
- La activación basada en el marketing de respuesta directa se centra en la generación de transacciones de ventas inmediatas.

## Planificación de la activación
Antes de la ejecución de las actividades de marketing, una empresa puede beneficiarse al identificar los grupos de clientes a los que se va a dirigir. "Al centrarse únicamente en ciertas personas, la activación puede llegar a ser más eficiente y se puede esperar un mayor rendimiento."
Los datos del cliente son una importante fuente de información para la planeación de la activación del marketing. Una práctica común es el uso de herramientas de la administración de la relación con el cliente (CRM) y las técnicas para aumentar el impacto de la activación del marketing porque el CRM "proporciona un marco integrador en el que las actividades de la activación del marketing y las de los clientes colaboran para aumentar la cantidad de clientes.”

## Retos
Una activación de marketing exitosa le permitirá a las empresas aumentar sus ganancias y alcanzar sus objetivos estratégicos. Sin embargo, hay retos a los que los administradores se enfrentarán al poner en marcha un programa de activación de marketing. Uno de esos retos es que está tratando con un mercado que está en constante cambio. Las preferencias y las actitudes de los clientes siguen evolucionando y requieren que los administradores se adapten rápidamente. Esto plantea un reto porque, por ejemplo, "Los factores que influyen directamente con la activación de marketing que eran certeros hace 6 meses, ahora pueden ser bastante inapropiados.”
Otro de los retos relacionados con la activación de marketing tiene que ver con llegar a diferentes mercados con proposiciones culturales relevantes. Se dice que McDonald's es un buen ejemplo de una empresa que puede llegar a una audiencia diversa efectivamente. Entre las técnicas que utiliza, "Se dedica a la activación de marketing, incluyendo la fuerte utilización de las relaciones públicas y los eventos dirigidos a la juventud.”

## Activación de marketing basada en datos
Con los años, la activación de marketing se ha ido basando cada vez más en los datos. Esto les permite a los comerciantes ser más precisos en sus acciones, medir los resultados con mayor eficacia, y aumentar la rentabilidad. Este fenómeno se ha vuelto más y más importante debido a que "la activación de marketing por lo general implica una explosión universal de información para todos los consumidores. A menudo, solo una pequeña proporción de los consumidores reaccionan positivamente a dicha activación, lo que provoca perdidas en los gastos de mercadotecnia. Si un círculo de influenciadores se puede identificar con ciertos eventos o fenómenos, entonces este tipo de actividades se pueden enfocar a un grupo de factores o de individuos, por lo tanto, se optimizan los resultados.”
Hay diferentes tipos de datos que son utilizados en la activación de marketing. Por ejemplo, "la medición basada en vídeos (...) proporciona visibilidad del compromiso del comprador y el comportamiento relacionado con la activación de marketing exacto, lo que permite un enfoque integral del marketing de compradores.”
Los datos y modelos de CRM también se utilizan para mejorar la efectividad de la activación de marketing. Uno de estos modelos, es el embudo de marketing ", es un marco conceptual clave que se utiliza de forma rutinaria por los profesionales para deconstruir la activación de marketing e identificar los puntos clave.”

## Vídeo en línea
La activación de marketing puede ser enriquecida con el uso de herramientas en línea. La llegada del video en línea ha abierto muchas oportunidades para los vendedores que lo utilizan para atraer a los clientes de maneras más convincentes con nuevas formas de publicidad. YouTube, por ejemplo, "ha dado a los vendedores una plataforma para celebrar y amplificar casi cualquier activación del marketing.”

## Marketing de deportes
Las técnicas de activación de marketing se utilizan comúnmente en el marketing de deportivo. A menudo se asocian con una marca que patrocina a un atleta o a un evento con el fin de aumentar la notoriedad de la marca. Se ha dicho que "con una fuerte activación del marketing y la creatividad, los consumidores deberán recordar la campaña del patrocinador”

## Qué no es
A pesar de que la activación del marketing abarca la mayoría de las actividades de mercadotecnia que una empresa lleva a cabo, algunos enfoques, en las áreas de servicio de comunicación y atención al cliente, pueden no calificar como servicios de la activación de marketing. Por ejemplo, “las relaciones públicas  pueden ser vistas como operaciones de comunicación amplias en lugar de que sean vistas como una activación de marketing fuerte.”